# Chronique d'un été
Pour plus de détails, voir Fiche technique et Distribution.
Chronique d'un été est un film français réalisé par Jean Rouch et Edgar Morin, sorti en 1961. Manifeste du cinéma-vérité qui veut surmonter l'opposition entre le cinéma romanesque et le cinéma documentaire, le film se propose de présenter une enquête cinématographique sur la vie et les opinions d'un grand nombre d'individus représentatifs de tous les niveaux de l'échelle sociale, abordés dans les rues de Paris.

## Synopsis
Paris, été 1960, Edgar Morin et Jean Rouch s'entretiennent avec des Parisiens sur la façon dont ils se « débrouillent avec la vie ». Première question : êtes-vous heureux ? Les thèmes abordés sont variés : l'amour, le travail, les loisirs, la culture, le racisme, etc. Réalisé selon les thèses exposées par Morin dans l'article « Pour un nouveau cinéma-vérité », le film est le manifeste filmique du cinéma-vérité, un mouvement qui interroge la capacité du cinéma à saisir la réalité et qui donnera lieu à de vastes débats jusqu'en 1963.

## Fiche technique
- Titre : Chronique d'un été
- Réalisation : Jean Rouch et Edgar Morin
- Assistant-réalisateur : Jean-Claude Romer
- Musique : Pierre Barbaud (valse musette)
- Photographie : Raoul Coutard, Jean-Jacques Tarbès, Michel Brault, Roger Morillère
- Assistants : Claude Beausoleil et Louis Boucher
- Son : Michel Fano, Guy Rophé[3]
- Montage : Jean Ravel, Françoise Collin, Néna Baratier[4]
- Directeur de production : André Heinrich
- Société de production : Argos Films (Anatole Dauman et Philippe Lifchitz)
- Société de distribution : Sigmadis
- Pays d'origine :  France
- Format : Noir et blanc - Mono - 16 mm
- Genre : Documentaire
- Durée : 86 minutes
- Année de tournage : 1960
- Date de sortie : France, 20 octobre 1961

## Distribution
- Marceline Loridan
- Régis Debray (étudiant)
- Jean-Pierre Sergent
- Marilù Parolini (Mary Lou)
- Nadine Ballot (étudiante)
- Angelo (ouvrier chez Renault)
- Jacques (ouvrier)
- Jean (ouvrier)
- Céline (étudiante)
- Jean-Marc (étudiant)
- Modeste Landry (lycéen ivoirien à Villeneuve-sur-Lot)
- Raymond (étudiant)
- Jacques (employé)
- Simone (employée)
- Henri (artiste)
- Maddie (artiste)
- Catherine (artiste)
- Sophie (cover-girl)

## Production
L'idée du film provient au départ d'Edgar Morin, qui souhaite réaliser un film sociologique autour de la question « Comment vis-tu ? ». L'envie de poser cette question à ceux qui l'entourent provient notamment d'une interrogation personnelle de Morin à la suite de sa séparation avec Marilù Parolini. À l'occasion de la première édition du Festival dei popoli à Florence (1959), Edgar Morin et Jean Rouch sont tous deux membres du jury, aussi Morin en profite-t-il pour demander à Rouch s'il accepterait de réaliser ce film avec lui. « Rouch accepta plutôt distraitement ma proposition » écrira plus tard Edgar Morin dans ses mémoires, Les Souvenirs viennent à ma rencontre.
De retour à Paris, Edgar Morin parle de son projet au producteur Anatole Dauman, qui lui répond « J'achète ». Dauman impose un directeur de production : André Heinrich, que Morin qualifie de « sombre, autoritaire et tatillon ». Morin fait accepter la collaboration de Marceline Loridan, qu'il venait de rencontrer quelques mois plus tôt. « Elle m'avait ému et séduit par l'association du malheur le plus profond, dont la mort de son père en camp de concentration, et d'un juvénile et joyeux désir de vivre » écrira Morin.
Jean Rouch étant reparti en Afrique pour le tournage de La Pyramide humaine, Morin commence d'abord le projet seul. Le sociologue met au point sa propre technique de tournage, consistant à rassembler ses interlocuteurs autour d'un repas pour favoriser la convivialité de l'échange et permettre aux langues de se délier. « La qualité gastronomique et œnologique doit aider à la détente et à la confidence de la ou des personne(s) dont nous voulons savoir comment elles affrontent les problèmes de la vie » affirme-t-il. Edgar réalise ainsi les séquences avec Marilù Parolini et avec le couple Gabillon.
Arrivé sur le projet, Jean Rouch amène avec lui Nadine Ballot et Modeste Landry, qui avaient joué dans le film La Pyramide humaine. Rouch a l'idée de poser la question « Êtes-vous heureux ? » à des badauds parisiens arrêtés en pleine rue par Marceline et Nadine, ce qui constituera l'une des premières séquences du film au montage final. Edgar Morin, de son côté, cherche à politiser davantage le propos et prend contact avec des ouvriers de Renault pour que ceux-ci évoquent leurs conditions de travail devant la caméra. Edgar Morin reçoit l'autorisation de filmer au sein des usines Renault de Billancourt grâce à Didier Limon, un ancien ami devenu cadre de l'entreprise. Le tournage se concentre notamment sur la vie d'Angelo, ouvrier disert sur les difficultés de son quotidien, et dont la liberté de ton ne semble pas plaire à la direction : pendant le tournage, Angelo est licencié.
Au cours de l'été 1960, Jean Rouch, déclarant que le film risque d'être trop triste, décide de déplacer le tournage à Saint-Tropez. Il envisage également d'introduire une part de fiction, mais Edgar Morin s'y oppose formellement. Les deux coréalisateurs voient en effet leurs idées diverger régulièrement, créant parfois des tensions. Edgar Morin commentera a posteriori : « Le tournage fut constamment agité par des divergences entre Rouch et moi, entre Rouch et Heinrich, entre Rouch et Dauman, mais aussi à cause des couples qui se défaisaient et des liaisons qui naissaient, Marceline passant de la complicité à la rivalité avec Marilù ».
Au début de l'automne 1960, les deux réalisateurs disposent de plus de vingt heures de rushs lorsque le producteur impose l'arrêt du tournage pour passer à la phase de montage et aboutir à un film d'une heure et demi. Il est initialement prévu que Rouch et Morin proposent chacun leur montage. Jean Rouch propose le sien, réalisé avec l'aide de Lena Baratier. Anatole Dauman, jugeant le résultat satisfaisant et considérant que Morin n'a pas assez d'expérience en la matière, retire à ce dernier la possibilité de proposer son propre montage. Morin ne peut ainsi qu'apporter de légers ajustements, opérés par Lena Baratier.
Edgar Morin n'est pas pleinement satisfait du résultat final, et écrira plus tard : « Pour moi ce film fut une bouteille tantôt à moitié pleine, tantôt à moitié vide, où je voyais surtout ce qui manquait. Le caractère réflexif du film où Rouch et moi, à diverses reprises, intervenions pour faire le point et prendre des décisions a disparu, sauf dans la séquence finale ».
La musique de Pierre Barbaud a été composée selon la méthode algorithmique qu'il mettait au point à cette époque avec Roger Blanchard et Janine Charbonnier.[réf. nécessaire]

## Récompenses et distinctions
- 1961 : Prix de la Critique au Festival de Cannes

## Postérité
Au début des années 1980 apparaît le projet de tourner un film intitulé Vingt ans après avec les mêmes protagonistes que ceux de Chronique d'un été. Anatole Dauman souhaite alors confier le projet à Jean Rouch sans la participation d'Edgar Morin. Ce dernier proteste et le projet est abandonné.
En 1991, France Culture crée une série de 25 émissions intitulée Chronique d'un été, trente ans après, dans laquelle Jean-Pierre Pagliano (auteur et producteur) s'entretient avec Jean Rouch, Edgar Morin et tous ceux qui ont participé au film. 9 émissions sur 25 sont rediffusées par France Culture en 2014.
Cinquante ans après le tournage, l'ensemble des rushs initiaux, que l'on croyait perdus, sont retrouvés dans une armoire du CNRS par François Bucher. Suivant les indications chronologiques d'Edgar Morin, une « version longue » du film  (d'une durée de 6 heures) est reconstituée et commentée en voix off par Morin lui-même. Cette version est alors intitulée Chronique d'un film (2011), mais ne connaît aucune diffusion. Morin écrit dans ses mémoires : « Ce véritable Chronique d'un été ne peut être projeté qu'en privé. Florence Dauman, fille du producteur et devenue productrice d'Argos Films, refuse toute reconnaissance de cette version authentique ». Morin reste déçu par la prééminence de la version courte du film et commente : « Certains saluent Chronique d'un été comme un chef-d'œuvre, mais le vrai chef-d'œuvre est méconnu ». Une partie des rushs inédits de Chronique d'un été sont toutefois visibles dans le film Un été +50 de Florence Dauman, ainsi que dans le film Edgar Morin, chronique d'un regard de Céline Gailleurd et Olivier Bohler. 
Le documentaire À propos d'un été (2012) de Hernán Rivera Mejía est l'occasion de retrouver la plupart des participants, cinquante après le tournage, pour capter leurs souvenirs et leur regard rétrospectif sur le film. Sont notamment interviewés Edgar Morin, Marceline Loridan et Nadine Ballot.
Enfin, le documentaire Reprendre l'été (2017) de Magali Bragard et Séverine Enjolras propose un "remake" du film de 1960, où les deux réalisatrices reprennent le rôle des deux réalisateurs de l'époque et où Marceline Loridan rejoue son propre rôle dans la scène d'introduction, tout en interrogeant sa place dans le dispositif filmique de l'époque et l'évolution de la société depuis 1960. Marceline transmet ensuite son rôle, et son micro, à Samuel Bigiaoui qui posera à son tour, tout au long du film, la fameuse question " êtes-vous heureux ?",.